# Ana María Ricci
Ana María Ricci (Córdoba, Argentina; 1959) es una actriz y modelo argentina.

## Carrera
Gracias a su belleza y a los 19 años de edad concurrió a un concurso de belleza de la cual resultó ganadora como Miss Siete Dias 1978  con unas medidas de  89-67-89 y 1,72 de altura. Estudia profesorado en educación física. Amante de la poesía y admiradora de Machado y Mario Benedetti, viajó a Francia como parte de los premios recibidos y a su retorno comenzó una maratónica carrera como modelo y actriz. Como durante su año de reinado viajó por toda la Argentina modelando. Luego de entregar su corona comenzó la etapa de estudiar teatro debido a las propuestas que le ofrecían en televisión, pero Ana María prefirió estudiar antes con el gran Maestro Carlos Gandolfo y después estudió análisis de texto con otro Maestro, Augusto Fernández. Luego comenzó su carrera como actriz donde no solo mostró sus dotes físicos sino también su talento para la actuación.
En cine trabajó en las películas Sucedió en el internado (1985) dirigida por Emilio Vieyra protagonizada por María del Carmen Valenzuela, Mariana Karr y Julio De Grazia, Atracción peculiar (1988) con dirección de Enrique Carreras, guion de Juan Carlos Mesa y encabezada por Alberto Olmedo y Jorge Porcel, y La garganta del diablo (1991), con Rubén Green y Pablo Brichta.
Trabajó con grandes figuras del ambiente artístico como Dario Vittori, Ana María Campoy, Silvia Montanari, Jorge Martínez y Luisa Kuliok.
En televisión se destacó en la telenovelas Cuando es mentira el amor que luego pasó a llamarse 'Cuando es culpable el amor y  La extraña dama y en ciclos como Teatro para pícaros y Stress.
Al casarse y tener una hija se alejó del medio artístico para dedicarse a ser madre. Tiempo después reanudó su carrera en el teatro.

## Filmografía
- 1991: La garganta del diablo.
- 1988: Atracción peculiar.
- 1987: El ojo de la tormenta.
- 1985: Sucedió en el internado.
- 1985: Los gatos.

## Televisión
- 1990/1991: Stress.
- 1990: Teatro para pícaros -Ep: "Dormí conmigo que te salvás".
- 1990: Vendedoras de Lafayette.
- 1990: Amigos son los amigos.
- 1989: La extraña dama.
- 1983: Cuando es culpable el amor.
- 1983: Cuando es mentira el amor.

## Teatro
- 1995: El debut.
- 2017: Flâneur, desvaríos de un taxi boy.